# Francesco Fracanzano

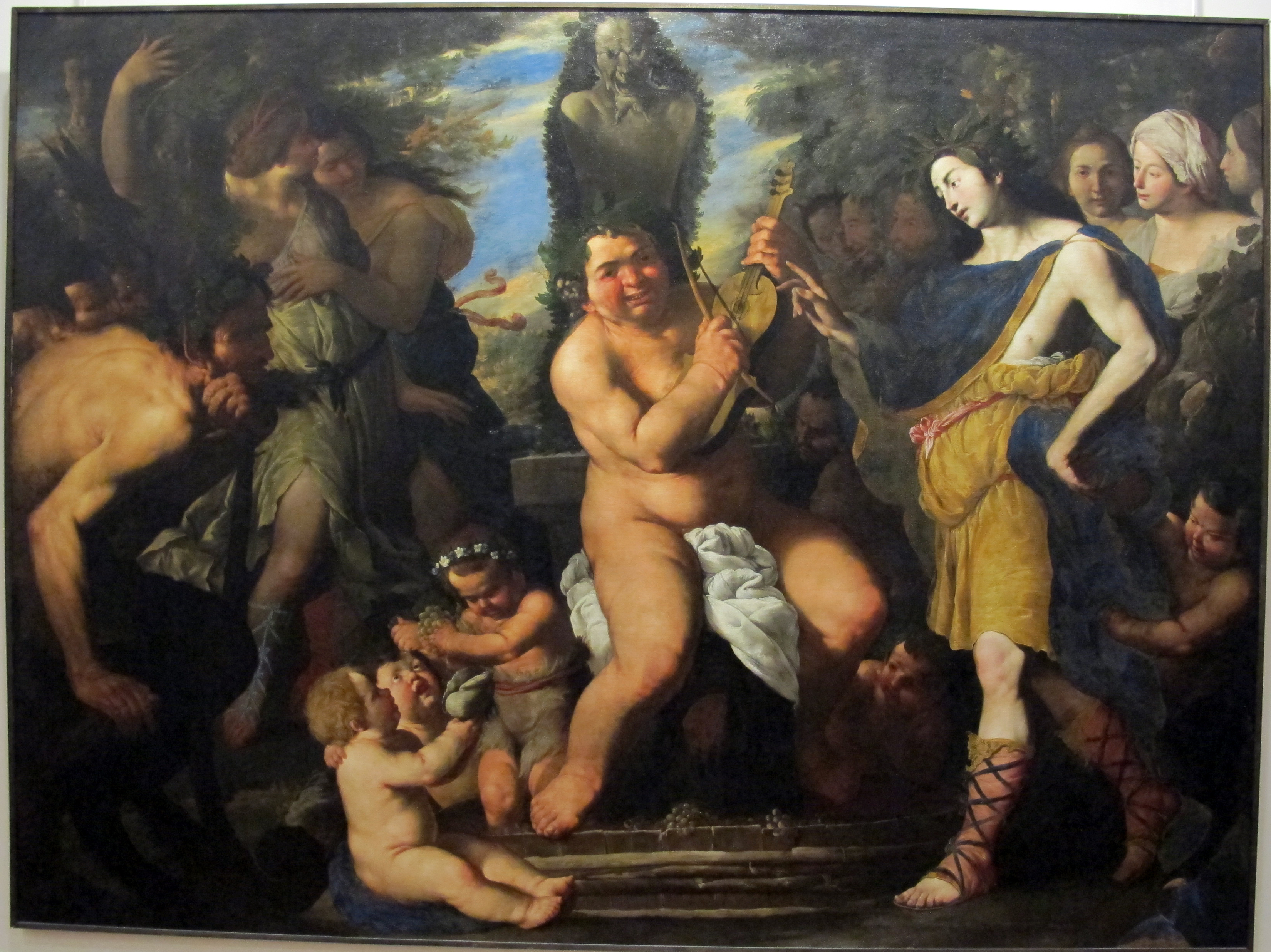
Francesco Fracanzano: Triumph des Bacchus, um 1645–50, Museo di Capodimonte, Neapel

Francesco Fracanzano (* 1612 in Monopoli; † 1656 in Neapel) war ein neapolitanischer Maler; er gilt als wichtiger Vertreter des frühbarocken Naturalismus dieser Stadt, und war auch bekannt unter seinem Spitznamen oder Pseudonym Ciccio Fracanzano.

## Leben
Fracanzano wurde in Apulien geboren, kam aber schon 1622 nach Neapel, wo er wie sein Bruder Cesare ab ungefähr 1630 in der Werkstatt des wegen seiner Herkunft aus Spanien Spagnoletto genannten Malers Jusepe de Ribera arbeitete. 1632 heiratete Fracanzano die Schwester des Malers Salvator Rosa, Giovanna. Beide Maler werden wie auch Ribera der Neapolitanischen Schule zugerechnet.
Das erste datierte Werk Fracanzanos ist ein 1635 vollendeter Zyklus über den heiligen Gregorius von Armenien in der neapolitanischen Kirche San Gregorio Armeno.

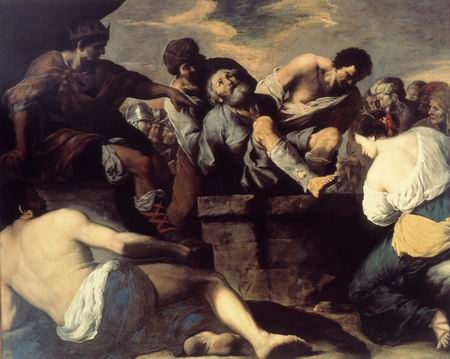
Francesco Fracanzano: Aus dem Leben des Heiligen Gregorius von Armenien, 1635, San Gregorio Armeno, Neapel

Der Stil Fracanzanos steht besonders im Frühwerk dem von Ribera nahe, auch zeigt er eine enge Verbindung zum Meister der Verkündigung an die Hirten (Maestro degli Annunci ai pastori) oder zum Meister des Jesus unter den Schriftgelehrten (Maestro del Gesù tra i dottori). Wie Ribera stellt Fracanzano in naturalistischem und detailgetreuem Stil neben der Religiosität auch die gesellschaftlichen Zustände der Stadt dar. Dabei verwendet er oft einen für den Tenebrismus typisch dunklen Hintergrund und kräftige Farben für die Kleidung seiner Figuren. Sein Werk drückt die Anteilnahme am damals harten Los der einfachen Bevölkerung aus, ist aber zuweilen auch durch einen unübersehbaren Humor geprägt.
Letzteres äußert sich in drei erhaltenen Werken Fracanzanos zum Thema des Bacchus: dem Bacchanal im Fogg Art Museum (Cambridge), dem betrunkenen Silen im Prado (Madrid), und dem Triumph des Bacchus im Museo di Capodimonte (Neapel). Die beiden ersteren sind eindeutig noch von Ribera beeinflusst, während das Gemälde im Capodimonte offenbar später entstand und neben dem Naturalismus bereits eine Auseinandersetzung Fracanzanos mit den idealistischeren klassizistischen Tendenzen von Massimo Stanzione zeigt.
Ähnliches ist auch in dem Tod des hl. Joseph zu erkennen, das Fracanzano 1652 für die Arciconfraternita dei Pellegrini (1652) malte und das später von Bernardo De Dominici als „eins der besten“ Gemälde Neapels und als „vorbildlich“ gelobt wurde (uno de' migliori, che adornino la Città nostra, e che servano di esempio a' nostri Professori, per la maniera grande, ed eroica di operare).
Fracanzano nahm 1647 am Masaniello-Aufstand der armen Bevölkerung Neapels gegen die spanischen Steuererhöhungen teil, nach dessen Niederschlagung er nur durch einflussreiche Freunde vor einer Bestrafung bewahrt wurde.
Francesco Fracanzano starb 1656 während der großen Pestepidemie, die auch das Leben mehrerer anderer neapolitanischer Maler beendete. Wenn man dem nicht immer zuverlässigen und zu bunten Anekdoten neigenden De Dominici glauben darf, hätte Francesco zusammen mit einigen Freunden das Volk aufgehetzt, indem er das Gerücht verbreitete, die Pestilenz sei absichtlich von den Spaniern mithilfe eines Pulvers verbreitet worden; daraufhin sei er verhaftet worden und angeblich im Gefängnis durch Gift gestorben, während man die anderen Schuldigen hängte.

## Werke (Auswahl)

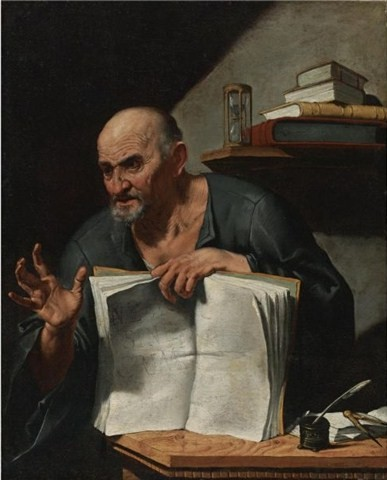
Dionysius Cato

Neben den als seine Meisterwerke geltenden Bildern in den Kirchen von San Gregorio Armeno und Trinità dei Pellegrini in Neapel sind zahlreiche Bilder Francesco Fracanzanos in Museen erhalten. Des Weiteren befinden sich mehrere Werke in Privatbesitz. Der Werkkatalog enthält unter anderen folgende Arbeiten:
- Apostel (Museo di Capodimonte, Neapel)
- Der Verlorene Sohn (Pinacoteca Provincial, Bari)
- Der Verlorene Sohn (Museo di Capodimonte, Neapel)
- Dionysius Cato (Privatbesitz[5])
- Ecce Homo (1647) (Harris Collection, New York)
- Heraklit (1640, Kunsthistorisches Museum, Wien)
- Mann mit einem Spiegel (Sokrates?; Kopie nach einem verschollenen Original seines Lehrers Jusepe de Ribera) (Privatbesitz, London)
- Paulus (zugeschrieben; The Bowes Museum, Barnard Castle)
- Petrus (c. 1635, Collection Boblot, Paris)
- Tod des Heiligen Josef (1652, Chiesa della Trinità dei Pellegrini, Neapel)
- Zwei Bilder aus dem Leben des Heiligen Gregorius von Armenien (1635, Chiesa di San Gregorio Armeno, Neapel)